# Lupu Pick
Lupu Ludwig Pick (Iaşi, 2 de enero de 1886 - Berlín, 7 de marzo de 1931) fue un actor, escenógrafo, productor y director de cine alemán de origen rumano, miembro destacado del cine expresionista alemán.
De padre austríaco y madre rumana, empezó su carrera como actor en el teatro, en Hamburgo, Flensburg y Berlín, antes de embarcarse en una película en 1910. Actuó principalmente en películas de Gerhard Lamprecht, Richard Oswald y Fritz Lang, aparte de las suyas propias. En 1917 fundó su propia compañía de producción, Rex-Film, y dirigió su primera película. Impulsado por su compromiso social, en 1919 argumentó en contra de la pena de muerte en su película Misericordia.
Con su amigo y colaborador, el guionista Carl Mayer, se orientó hacia el Kammerspiel, y creó con El tren (1921) y La Noche de San Silvestre (1924) dos obras maestras. Su última película muda en 1929, Napoleón en Santa Helena, película tanto psicológica como histórica, era una adaptación de una obra de Abel Gance. Murió en 1931, probablemente un suicidio por envenenamiento. 

## Filmografía
Actor
- 1910 : Japanisches Opfer
- 1914 : Die Pagode
- 1914 : Stuart Webbs: Die geheimnisvolle Villa
- 1915 : Und wandern sollst Du ruhelos
- 1915 : Satan Opium
- 1915 : Schlemihl
- 1915 : Auf der Alm, da gibt's ka Sünd
- 1916 : Nächt des Grauens
- 1916 : Homunculus, 4. Teil - Die Rache des Homunculus
- 1916 : Die grüne Phiole
- 1916 : Hoffmanns Erzählungen
- 1916 : Homunculus, 1. Teil
- 1916 : Die Rache der Toten
- 1916 : Das unheimliche Haus
- 1916 : Der chinesische Götze - Das unheimliche Haus, 3. Teil
- 1916 : Freitag, der 13. - Das unheimliche Haus, 2. Teil
- 1917 : Lehrer Matthiesen
- 1917 : Die Claudi vom Geiserhof
- 1917 : Der Tod des Baumeisters Olsen
- 1917 : Der Fall Routt...!
- 1917 : Der Fall Dombronowska...!
- 1917 : Das Opfer der Yella Rogesius
- 1917 : Das Geschäft
- 1917 : Das Geheimnis der Briefmarke
- 1917 : Aus Liebe gefehlt
- 1917 : Es werde Licht! 1. Teil
- 1917 : Des Goldes Fluch
- 1917 : Frank Hansens Glück
- 1917 : Das Bildnis des Dorian Gray
- 1917 : Der Schloßherr von Hohenstein
- 1917 : Der Fremde
- 1917 : Höhenluft
- 1917 : Edelweiß
- 1918 : Die zweite Frau
- 1918 : Es werde Licht! 3. Teil
- 1918 : Die Serenyi
- 1918 : Die Rothenburger
- 1919 : Mr. Wu
- 1920 : Tötet nicht mehr
- 1920 : Niemand weiß es
- 1920 : Der verbotene Weg
- 1921 : Der Dummkopf
- 1921 : Scherben
- 1922 : Aus den Erinnerungen eines Frauenarztes - 1. Fliehende Schatten
- 1922 : Aus den Erinnerungen eines Frauenarztes - 2. Lüge und Wahrheit
- 1922 : Zum Paradies der Damen
- 1926 : Die letzte Droschke von Berlin
- 1926 : Der Feldherrnhügel
- 1928 : Spione

Director
- 1918 : Die Liebe des Van Royk
- 1918 : Der Weltspiegel
- 1918 : Die Rothenburger
- 1918 : Die tolle Heirat von Laló
- 1919 : Mr. Wu
- 1919 : Misericordia
- 1919 : Mein Wille ist Gesetz
- 1919 : Marionetten der Leidenschaft
- 1919 : Kitsch
- 1919 : Die Herrenschneiderin
- 1919 : Der Terministenklub
- 1919 : Der Herr über Leben und Tod
- 1919 : Seelenverkäufer
- 1920 : Tötet nicht mehr
- 1920 : Oliver Twist
- 1920 : Niemand weiß es
- 1920 : Das lachende Grauen
- 1921 : Der Dummkopf
- 1921 : Scherben
- 1921 : Grausige Nächte
- 1922 : Aus den Erinnerungen eines Frauenarztes - 1. Fliehende Schatten
- 1922 : Aus den Erinnerungen eines Frauenarztes - 2. Lüge und Wahrheit
- 1922 : Zum Paradies der Damen
- 1923 : Weltspiegel
- 1924 : Sylvester
- 1926 : Karl Hau
- 1926 : Das Haus der Lüge
- 1926 : Das Panzergewölbe
- 1928 : Eine Nacht in London
- 1929 : Napoleon auf St. Helena
- 1931 : Gassenhauer
- 1931 : Les Quatre Vagabonds